# Клювовидно-плечевая мышца

Анатомическое расположение (красным)

Клювовидно-плечевая мышца (лат. Musculus coracobrachialis) плоская, на всём протяжении прикрыта головкой двуглавой мышцы плеча. Мышца начинается от верхушки клювовидного отростка лопатки и прикрепляется ниже середины медиальной поверхности плечевой кости по ходу гребня малого бугорка.
Также клювовидно-плечевая мышца рядом пучков прикрепляется к медиальной межмышечной перегородке плеча. В области отхождения имеется сумка клювовидно-плечевой мышцы (лат. bursa musculi coracobrachialis).

## Функция
Сгибает плечо в районе плечевого сустава, а также приводит плечо к телу. При отведенном плече мышца втягивает головку плечевой кости и удерживает ее во впадине сустава.